# Allens olingo
Allens olingo (Bassaricyon alleni) är ett rovdjur i familjen halvbjörnar som förekommer i Sydamerika.

## Utseende
Djuret liknar i utseende de andra olingobjörnarna. Pälsfärgen är gråbrun och den något yviga svansen har otydliga mörka ringar. Svansen kan i motsats till svansen från andra olingobjörnar inte användas som gripverktyg. Enligt Kays (2009) når arten en kroppslängd (huvud och bål) mellan 30 och 50 cm, en svanslängd av 35 till 53 cm och en vikt mellan 0,9 och 1,6 kg. I denna avhandling sammanfattas Allens olingo och Bassaricyon beddardi till en enda art.

## Utbredning och habitat
På grund av den taxonomiska oklarheten kan artens utbredningsområde inte klart bestämmas. Enligt IUCN lever Allens olingo i Peru, Ecuador (öster om Anderna) och Bolivia. Populationer i angränsade områden av Venezuela, Guyana och Brasilien räknas till arten Bassaricyon beddardi.
Habitatet utgörs av fuktiga städsegröna skogar.

## Ekologi
Det är nästan inget känt om djurets levnadssätt. Liksom andra olingobjörnar tros individerna vara aktiva på natten och de lever utanför parningstiden ensam. Födan utgörs antagligen av frukter och insekter.

## Status
Allens olingo hotas av skogsavverkningar. Den jagas sällan. Beståndet minskar men avtagandet anses inte vara allvarlig. IUCN listar arten som livskraftig (LC).